# Paulina Żukowska
Paulina Joanna Żukowska (ur. 20 lutego 1997 w Żarach) – polska koszykarka występująca na pozycji  środkowej, reprezentantka kraju.
30 maja 2017 podpisała kolejną umowę z PGE MKK Siedlce.

## Osiągnięcia
Stan na 2 października 2019, na podstawie, o ile nie zaznaczono inaczej.
Indywidualne
- Liderka strzelczyń II ligi (2016)

Reprezentacja
- Uczestniczka kwalifikacji do Eurobasketu (2017)